# Nilovklooster

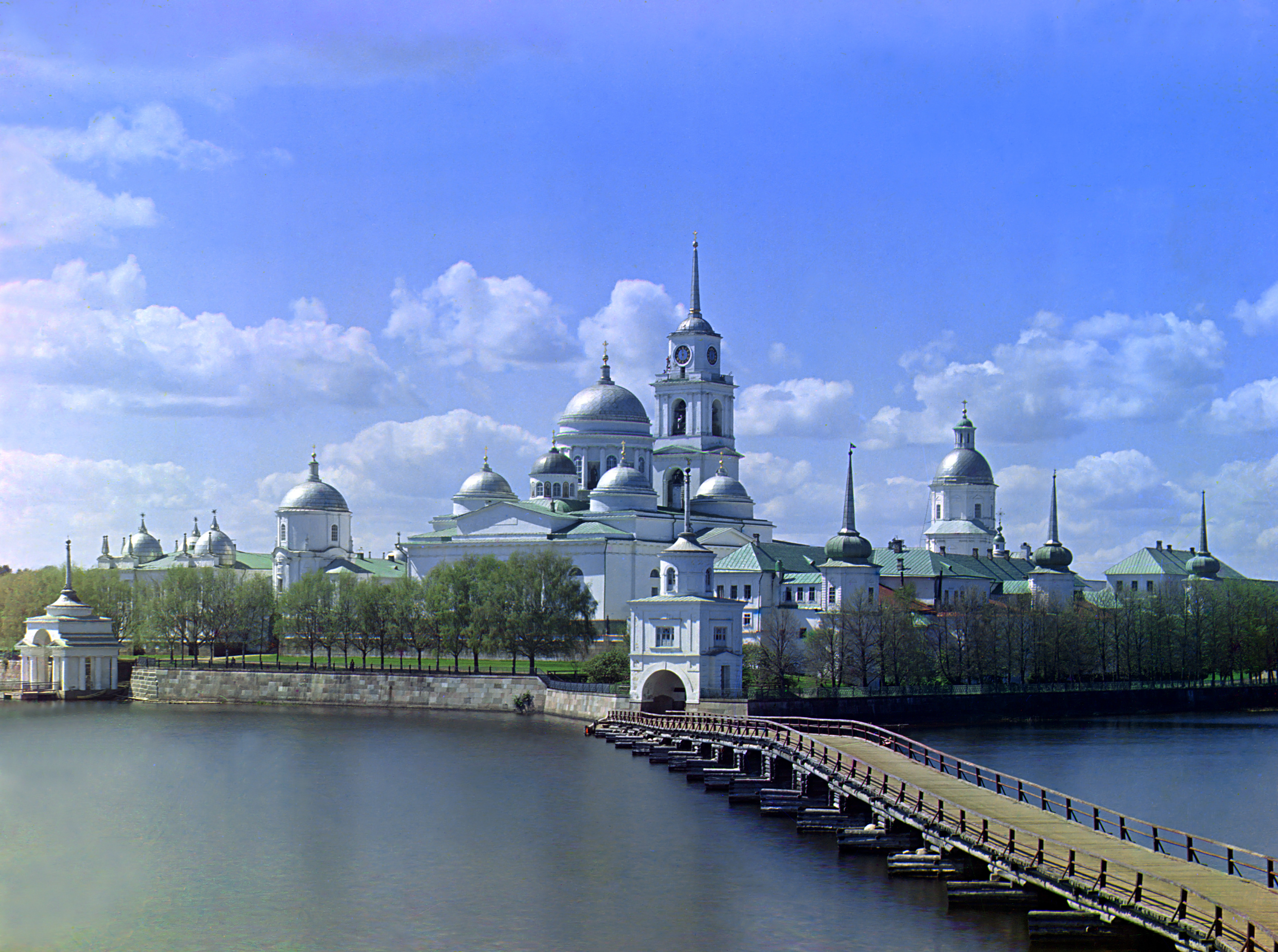
Het Nilovklooster met pontonbrug
1910, Sergej Prokoedin-Gorski

Het Nilovklooster (Russisch: Нило-Столобенская пустынь, Nilo-Stolobenskaja poestin) is een Russisch-orthodox klooster op het Stolbny-eiland in het Seligermeer, vlak bij Ostasjkov in de Russische oblast Tver.

## Geschiedenis
De geschiedenis van het klooster begon in 1528, toen de heilige Sint Nilos zich in een grot op het eiland vestigde. Na zijn dood in 1555 werd het klooster gesticht. Het overgrote deel van het gebouw werd echter in de achttiende en negentiende eeuw gebouwd. Het is opgetrokken in neoclassicistische stijl. Aan het eind van de negentiende eeuw leefden er zo’n 1000 monniken. Er werd een grote kathedraal aan toegevoegd (in 1833), en zelfs een ziekenhuis.
Na de Russische Revolutie kreeg het complex meerdere functies. In 1927 werd het een strafkolonie en tijdens de Tweede Wereldoorlog werden er 7000 tot 9000 Poolse krijgsgevangenen en burgers gevangen gehouden. In 1940 werden deze mensen allemaal geëxecuteerd. In 1941 werd het een ziekenhuis om in 1945 weer een strafkolonie te worden. In 1960 werd het een bejaardenhuis om vanaf 1971 als een toeristische attractie te worden gebruikt. In 1990 werd het complex weer overgedragen aan de Russisch-orthodoxe Kerk, waarna het vanaf 1995 weer als klooster gebruikt werd.

## Galerij

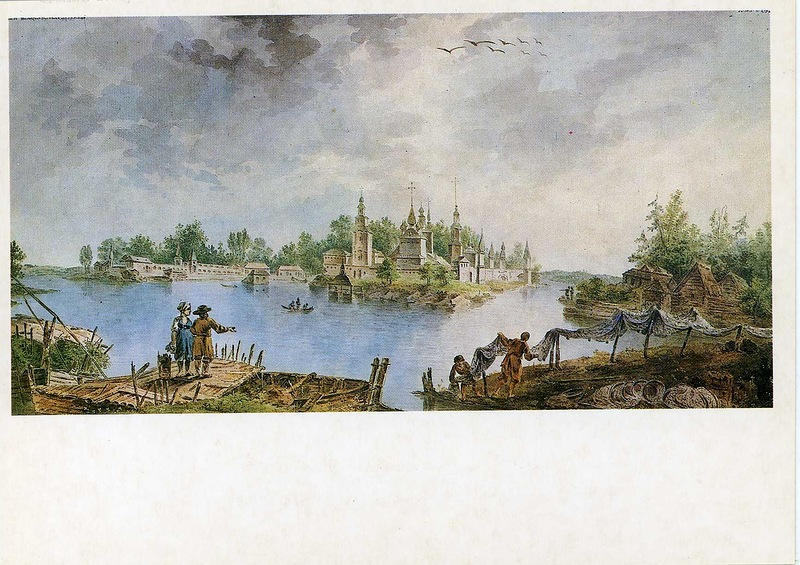
Het Nilovklooster in 1780
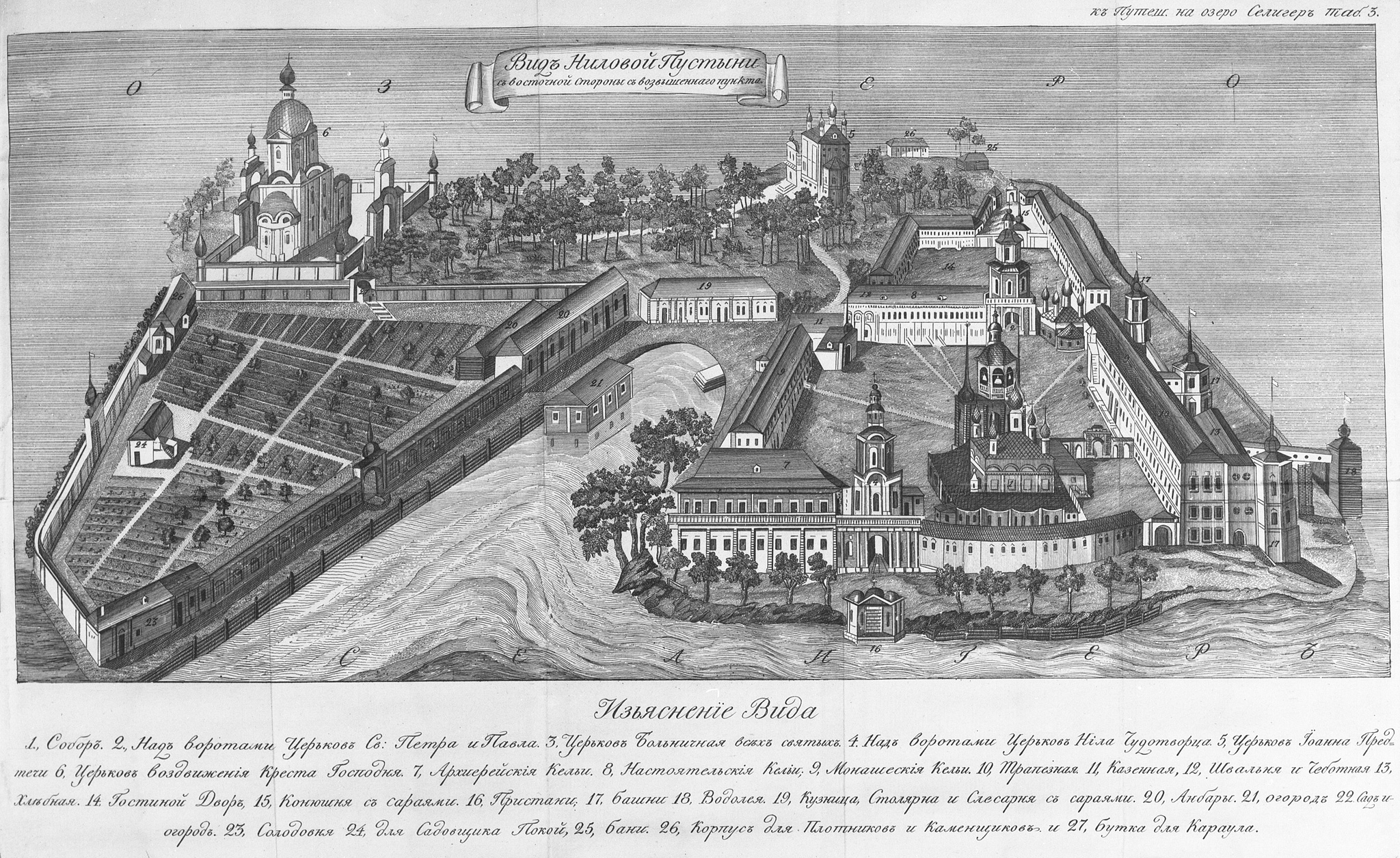
Het Nilovklooster in 19de eeuw
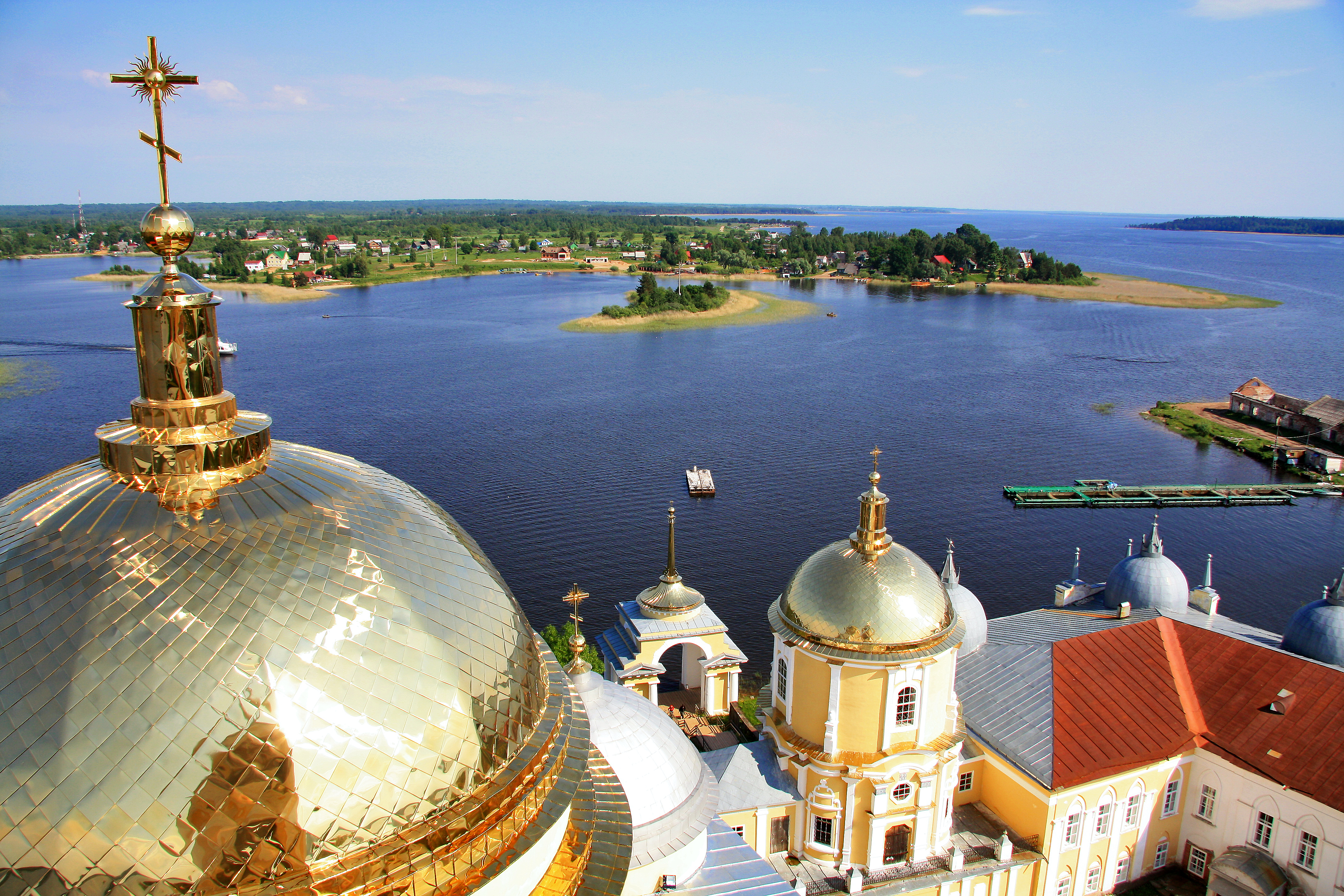
Uitzicht van het Seligermeer